# Beliy Plaschik
«Beliy Plaschik» (Белый плащик en ruso) (en español bata blanca), es el primer sencillo del dueto ruso t.A.T.u. de su tercer álbum de estudio titulado Veseliye Ulibki, también tiene una versión en inglés llamada White Robe, esta canción fue publicada en octubre de 2007 y supuestamente el álbum saldría en Navidad de ese mismo año, sin embargo, el álbum fue pospuesto hasta casi un año después de lanzado el sencillo.
En marzo de 2008 se dio a conocer el maxisencillo de Beliy Plaschik, el cual contenía las 2 versiones de la canción, 5 remixes y el segundo sencillo titulado 220, además de un DVD con el video de Beliy Plaschik en su versión para televisión y su versión sin censura que ha causado mucha polémica al mostrar a las cantantes desnudas.
El sencillo se hizo llamar Hyperion-Plate
La letra fue escrita por una fan de las cantantes, que originalmente eran 3 poemas distintos.

## Video
El video musical fue grabado en Estados Unidos en una fábrica de deshechos llamada Hyperion Treatment Plant (mismo nombre que recibe el EP). Se ve a Lena interpretando a la encargada de realizar la ejecución de Yulia, que interpreta una prisionera que es condenada a muerte (posiblemente por haber matado a varias personas en videos anteriores y por estar embarazada). Yulia no pone especial resistencia a su ejecución sino que la vemos cepillándose los dientes, duchándose, bebiendo lo que parece ser una bebida alcohólica (tras rechazar la comida que le sirven) y cantando. Tras caminar al sitio donde perderá la vida, le quitan la bata blanca que lleva y hace evidente su embarazo. Lena, por el otro lado, al principio sale caminando en un pasillo donde se prostituye (lo cual hace para liberarse de las cargas de su trabajo), se cambia de ropa, sube a un auto y se reúne con su escolta para la ejecución.
El video concluye con una serie de disparos contra Yulia, justo después suena una alarma, que posiblemente era una llamada urgente para detener la ejecución.
Según las cantantes el video es una clara declaración contra el aborto, pues el video refleja el mensaje de que Yulia prefirió morir antes que abortar.
El video salió al aire en noviembre de 2007 y entró en la rotación exclusiva de MTv Rusia.

## Lista de canciones
CD:
1. Beliy Plashchik 3:16
2. White Robe (Versión en inglés de Beliy Plaschik) 3:16
3. Beliy Plaschik (Plant of Nothing Remix) 4:01
4. Beliy Plaschik (No Mercy Remix) 5:37
5. Beliy Plaschik (Marsiano Remix) 4:47
6. Beliy Plaschik (House of Robots Remix) 6:22
7. Beliy Plaschik (Astero Remix) 5:23
8. 220 (Segundo sencillo) 3:10

DVD:
1. Beliy Plaschik (TV cut)
2. Beliy Plaschik (uncensored cut)
3. New photographs from the location
4. Beliy Plaschik tracks (individual instrumental tracks in .wav format that can be used to make a remix)
5. Making the video "Beliy Plaschik"
6. Bonus (pósteres, contenido móvil)

## Posiciones
| Listas                           | Posición |
| Brasil                           | 1        |
| Polonia - Polonia Airplay Chart  | 22       |
| Rusia - Airplay Chart            | 97       |
| Rusia - Billboard                | 15       |
| México - Top 10                  | 1        |
| MTV Rusia - Top 10               | 2        |
| MTV Ucrania - Top 20             | 11       |
| MTV Polonia - Maxxx Hits         | 1        |
| MTV Europe - World Chart Express | 6        |
| MTV Baltic - World Chart Express | 1        |
| VIVA Polonia - Net Charts        | 2        |
| VIVA Polonia - Ringtone Chart    | 5        |
| MAD TV Bulgaria - Top 50         | 2        |
| Video.Onet.com                   | 1        |
| Rusia - YouTube.com              | 1        |
| Rusia - Audience choice          | 7        |
| MTV Rusia - Videos del año 2007  | 2        |